# Gächlingen
Gächlingen är en ort och kommun i kantonen Schaffhausen, Schweiz. Kommunen hade 1 018 invånare (2023).